# 최소강령론
마르크스주의에서 최소 강령(最小 綱領)은 즉각적인 개혁에 대한 일련의 요구로 구성되어 있다.

## 개요
최소 강령의 개념은 카를 마르크스 및 프리드리히 엥겔스의 《공산당 선언》과 블라디미르 레닌의 《공산주의에서의 “좌익” 소아병》 등에서 찾아볼 수 있다. 이것 외에도, 독일 사회민주당의 에르푸르트 강령은 전면적이고 유일한 수준의 방침으로서 최소 강령 요구를 내세우고 있다. 에르푸르트 강령의 최소 강령론은 나중에 사회주의 인터내셔널에 의해 크게 반영되었다. 두 최소강령론의 차이점은, 전자는 최대 강령과의 통일을 추구하며, 최소 강령은 최대 강령의 실현을 위한 수단으로 이해되는 데 반해, 후자는 최소 강령을 전면적이고 유일한 정치 운동 방침으로 세우며, 그것이 곧 목적으로 취급된다는 점이다.
최소 강령은 사회주의에 의해 달성되는 최대 강령과 대비된다. 단순하게 말해서, 필연적인 자본주의의 붕괴 이전까지 노동자들의 삶을 향상시키려는, 달성 가능한 요구들에 관한 강령적 요구를 추구하는 것이, 최소 강령이라고 할 수 있다. 수많은 혁명 정당들은 최소 강령의 달성이 그들을 대중적인 정당으로 만들 수 있는 수단이 될 수 있으며, 그들의 최대 강령 추구를 가능케 한다고 믿는다.

## 마르크스-레닌주의 정당
공산주의 인터내셔널(코민테른)은 사회민주주의 정당들을 떠나면서, 사회민주주의 정당들이 항상 선거에서 그들의 최소 강령만을 고집할 뿐, 그들의 최대 강령을 이루려는 어떤 수단도 명확하게 계획하지 않는다고 지적하였다. 코민테른은 각국 혁명 지도에 관해, 각국 혁명 정당이 합법 투쟁의 실질적 활동으로서 최소 강령적 요구를 내세움을 중시함과 동시에, 그러한 최소 강령적 요구를 최대 강령적 요구로 전화할 수 있는 통일성 또한 중시해야 함을 강조하였다.
제2차 세계 대전 이후, 일반적으로 최소 강령은 반봉건사회나 자본주의 사회에서, 대중의 의식 성장과 현실 정치의 여건을 고려하여 정해졌으며, 때에 따라 개량적인 요구도 혼재되어 있었다. 예를 들어, 반봉건사회에서 최소 강령은 제반 민주주의 변혁(정치적 민주주의의 실현, 소작료 경감, 보통 선거권 확립, 여성 권리 확립 등)과 관련된 요구로 되었다. 발달된 자본주의 사회에서 최소 강령은 오늘날 현대 사회민주주의가 추구하는 정책과 교차하는 지점이 분명히 존재하였으며, 공식적으로도 최소 강령은 개량적 요구로서, 최대 강령은 혁명적 요구로서 이해되었다. 이 시기 각국 공산주의 정당은 이 최소 강령적 요구를, 민족민주혁명을 통한 민족민주주의/인민민주주의 정권의 수립 또는 사회주의 혁명을 통한 프롤레타리아 독재 정권의 수립이라는 최대 강령적 요구와 항상 통일시켜 선전함으로써 양자의 중요성을 동시에 강조하였다.
마르크스-레닌주의 제 정당에서 최소 강령적 요구와 최대 강령적 요구의 통일을 중시하는 것은 운동의 변증법적 전개의 성격으로부터 도출된다고 할 수 있다. 발전된 자본주의 세계든, 식민지/반식민지 세계이든 근본적인 변혁으로 나아갈 때는, 시기에 따라서 단기의 과정을 거칠 수도 있으며, 장기의 과정을 거칠 수 있다. 그러나, 코민테른과 이후 각국 공산주의 제 정당의 경험에 따라, 일반적으로 후자의 노정으로 나아간 때가 많았으며, 그에 따라 최소 강령적 요구의 선전 내지는 실현에 따른 노동자계급 및 인민대중의 확보가 중요해진 것이다. 이것을 사회주의로의 질적 변화가 양적 변화를 필연적으로 전제한다는 것과 대응할 때, 최소 강령적 요구는 생산력 증대라는 경제 지형에서의 양적 변화에 맞물려서 진행되는, 정치 지형에서의 양적 변화의 추동이라고 할 수 있다.

## 트로츠키주의 정당
트로츠키주의자들은 최소/최대 강령과 더불어, 이행 강령이라는 개념을 발전시켰다. 그러나, 이러한 개념은 각 트로츠키주의 정당마다 그 내용이 다르며, 심지어 강령 요구의 순서 또한 통일되지 않았다. 크게 최소 강령, 이행 강령, 최대 강령을 모두 강령적 요구로 내세우는 경우가 존재하며, 최소 강령을 이행 강령으로 완전히 대체하는 두 가지 경우가 존재한다.
트로츠키주의에서 이행 강령은, 마르크스주의 견지에서 놓고 볼 때, 본질적으로 최소 강령과 다를 바 없다. 예를 들어, 트로츠키주의 제 정당은 〈노동자국가의 수립〉을 이행 강령으로 내세우는데, 여기서 노동자국가는 엄밀히 말해 사회주의 국가(프롤레타리아 독재로서)가 아닌, ‘자본주의 사회 구성체가 존재하지만, 노동자 권력에 세워진 상태’를 말한다. 그러나, 적지 않은 트로츠키주의자 운동 조직은 이 요구가 최소 강령과 질적인 차이를 보인다고 주장한다. 이는 러시아 혁명가인 레프 트로츠키의 이행 강령과 관련된 팜플렛에 근거한 것이다.
반면, 마르크스-레닌주의 제 정당은 이들의 〈이행 강령으로서 노동자국가론〉을 최소 강령적 요구의 일종으로 취급하는데, 그 이유는 트로츠키주의 제 정당에서 논구하는 〈이행 강령으로서 노동자국가〉가 본질적으로는 노동자국가가 아니며, 착취 체제에서 즉각적이고, 현실 당면적으로 수립된 노동자 권력에 불과하기 때문이다. 이 노동자 권력이 착취 체제의 생산 관계를 근본적으로 변혁하는 어떠한 일련의 투쟁 방침을 세우고, 그 투쟁에서 최종적으로 승리하지 않는 이상, 그 노동자 권력의 성격은 본질적으로 착취/자본주의 사회구성체에서 행정적 권력을 얻은, 최소 강령적 요구를 실현하는 노동자 권력에 불과한 것이다. 물론, 마르크스-레닌주의 제 정당이 착취 체제에서 노동자 권력의 수립을 반대하는 것은 아니며, 다만 그것이 곧 노동자국가로 기능하는 충분조건이라는 것을 거부할 뿐이다.
노동자국가를 프롤레타리아 독재로 보며, 프롤레타리아 독재를 곧 사회주의 사회구성체의 성립으로 보는 마르크스-레닌주의 제 정당에서, 엄밀한 의미의 노동자국가의 수립은 최대 강령에 속한다.